# Ислам в Ираке
Ислам в Ираке существует с VII века, получив распространение в результате исламских завоеваний.

## Состав мусульман
В стране около 96 % населения — мусульмане, исповедующие суннизм или шиизм.

## Священные города
Два города Ирака являются священными городами шиитов ― Кербела и Наджаф.